# Почтовые индексы в Узбекистане
Почтовые индексы в Узбекистане — система почтовой индексации, принятая в Узбекистане и состоящая из шести цифр.

## Описание
Первые две цифры почтового индекса определяют регион страны, в котором находится почтовое отделение, следующие две — район, две последние — номер почтового отделения; исключение сделано для города Ташкента: город кодируется трёхзначным числом 100, а номер почтового отделения кодируется следующими тремя цифрами. Отказ от советской системы индексов и переход на новую произошёл 28 октября 2005 года.

## Регионы и коды
| Почтовый индекс | регион                    | Советские индексы (первые три цифры) |
| --------------- | ------------------------- | ------------------------------------ |
| 100xxx          | Ташкент                   | 700                                  |
| 11xxxx          | Ташкентская область       | 702                                  |
| 12xxxx          | Сырдарьинская область     | 707, 708                             |
| 13xxxx          | Джизакская область        | 704, 708                             |
| 14xxxx          | Самаркандская область     | 703, 704                             |
| 15xxxx          | Ферганская область        | 712, 713                             |
| 16xxxx          | Наманганская область      | 716, 717                             |
| 17xxxx          | Андижанская область       | 710, 711                             |
| 18xxxx          | Кашкадарьинская область   | 730, 731                             |
| 19xxxx          | Сурхандарьинская область  | 732, 733                             |
| 20xxxx          | Бухарская область         | 705, 706                             |
| 21xxxx          | Навоийская область        | 704, 706                             |
| 22xxxx          | Хорезмская область        | 740, 741                             |
| 23xxxx          | республика Каракалпакстан | 742, 743                             |

## История
В советской системе индексов на один субъект выдавались два индекса с разницей в единицу, меньший принадлежал административному центру, больший — всему остальному субъекту. Исключения составляли Ташкент и Ташкентская область, являвшиеся фактически двумя разными субъектами, а также Джизакская и Навоийская области, образованные после 1970 года, когда была введена советская индексация.